# Anthidium undulatiforme
Anthidium undulatiforme är en biart som beskrevs av Heinrich Friese 1917. Anthidium undulatiforme ingår i släktet ullbin, och familjen buksamlarbin. Inga underarter finns listade i Catalogue of Life.